# Stephen Greenblatt
Stephen Jay Greenblatt (Boston, 7 novembre 1943) è un critico letterario, scrittore e storico statunitense.
Greenblatt è considerato uno dei fondatori del New Historicism (Nuovo storicismo), ossia la corrente critica che basa la storia sui testi letterari in prevalenza rispetto ai documenti d'archivio, da lui inaugurata all'inizio degli anni Ottanta, anche se egli preferiva chiamarla Cultural Poetics. L'impostazione di fondo privilegia la potenzialità di significato autonomamente sviluppata dalla scrittura.
Greenblatt ha scritto e curato numerosi libri e articoli relativi al nuovo storicismo, lo studio della cultura, gli studi sul Rinascimento e gli studi di Shakespeare. Il suo lavoro più famoso è Will in the World, una biografia di Shakespeare.
Greenblatt è anche cofondatore del giornale letterario-culturale Representations, che spesso pubblica articoli di 'nuovi storicisti'.

## Biografia
Greenblatt è nato a Boston e cresciuto a Cambridge, Massachusetts. Dopo il diploma alla Newton High School, ha proseguito gli studi universitari presso la Yale University (Bachelor of Arts nel 1964, Master of Philosophy nel 1968, Ph.D. nel 1969) e il Pembroke College di Cambridge (Bachelor of Arts nel 1966, Master of Arts 1968). Da allora Greenblatt ha insegnato all'University of California, Berkeley e alla Harvard University. È stato Class of 1932 Professor a Berkeley (divenne professore ordinario nel 1980) dove ha insegnato per 28 anni prima di ottenere una cattedra alla Harvard University, dove nel 1997 divenne Harry Levin Professor of Literature; è stato anche nominato John Cogan University Professor of the Humanities nel 2000. Greenblatt è un permanent fellow del Wissenschaftskolleg a Berlino. In qualità di visiting professor e conferenziere, Greenblatt ha insegnato presso istituzioni come l'Ecole des Hautes Etudes di Parigi, l'Università di Firenze, la Kyoto University, l'Università di Oxford e l'Università di Pechino. È stato presidente della Modern Language Association.

## Opere
- (EN) Three Modern Satirists: Waugh, Orwell, and Huxley, New Haven, Yale University Press, 1965.
- (EN) Sir Walter Raleigh: The Renaissance Man and His Roles, New Haven, Yale University Press, 1973.
- (EN) Renaissance Self-Fashioning: From More to Shakespeare, Chicago, Chicago University Press, 1980-2005.
- (EN) Shakespearean Negotiations: The Circulation of Social Energy in Renaissance England, Berkeley, University of California Press, 1989.
- Meraviglia e possesso. Lo stupore di fronte al Nuovo Mondo (Marvelous Possessions: The Wonder of the New World, 1992), traduzione di G. Arganese e M. Cupellaro, Collana Le occasioni n.54, Bologna, Il Mulino, 1994, ISBN 978-88-15-04232-3.
- (EN) con Catherine Gallagher, Practicing New Historicism, Chicago, University of Chicago Press, 2001.
- Amleto in Purgatorio. Figure dell'aldilà (Hamlet in Purgatory, 2002), Collana Saggi n.18, Roma, Carocci, 2002, ISBN 978-88-430-2354-7.
- Vita, arte e passioni di William Shakespeare, capocomico. Come Shakespeare divenne Shakespeare (Will in the World. How Shakespeare Became Shakespeare, 2005), traduzione di C. Iuli, Collana Saggi n.869, Torino, Einaudi, 2005, ISBN 978-88-06-16225-2. - col titolo  Shakespeare. Una vita nel teatro, Milano, Garzanti, 2016, ISBN 978-99-136-7211-5.
- (EN) The Greenblatt Reader, Hoboken, Wiley-Blackwell, 2005.
- (EN) Shakespeare's Freedom, Chicago, University of Chicago Press, 2010.
- Il manoscritto. Come la riscoperta di un libro perduto cambiò la storia della cultura europea (The Swerve: How the World Became Modern, 2011), traduzione di Roberta Zuppet, Collana I Sestanti, Rizzoli, 2012, ISBN 978-88-17-05909-1.
- Ascesa e caduta di Adamo ed Eva (The Rise and Fall of Adam end Eve, 2017), traduzione di Roberta Zuppet, Collana Saggi stranieri, Milano, Rizzoli, 2017, ISBN 978-88-170-9708-6.
- Il tiranno. Shakespeare e l'arte di rovesciare i dittatori (Tyrant. Shakespeare on Politics, 2018), traduzione di Roberta Zuppet, Collana Saggi stranieri, Milano, Rizzoli, 2018, ISBN 978-88-1710-401-2.

### Curatele
- (EN) Redrawing the Boundaries: The Transformation of English and American Literary Studies, New York, Modern Language Association of America, 1992.
- (EN) The Norton Shakespeare, con Walter Cohen, Jean Howard, Katharine Eisaman Maus, New York, W. W. Norton, 1997-2008.